# Lap
 Ovo je glavno značenje pojma Lap. Za druga značenja pogledajte Lap (razdvojba).
Lap, meka zemlja koja se uliježe pod nogama; raskvašena zemlja, blatno, kaljužasto tlo, kaljuža, glib, blato; bljuzgavo, močvarno zemljište, rit.